# ام‌ال‌بی پسافصل ۲۰۲۲

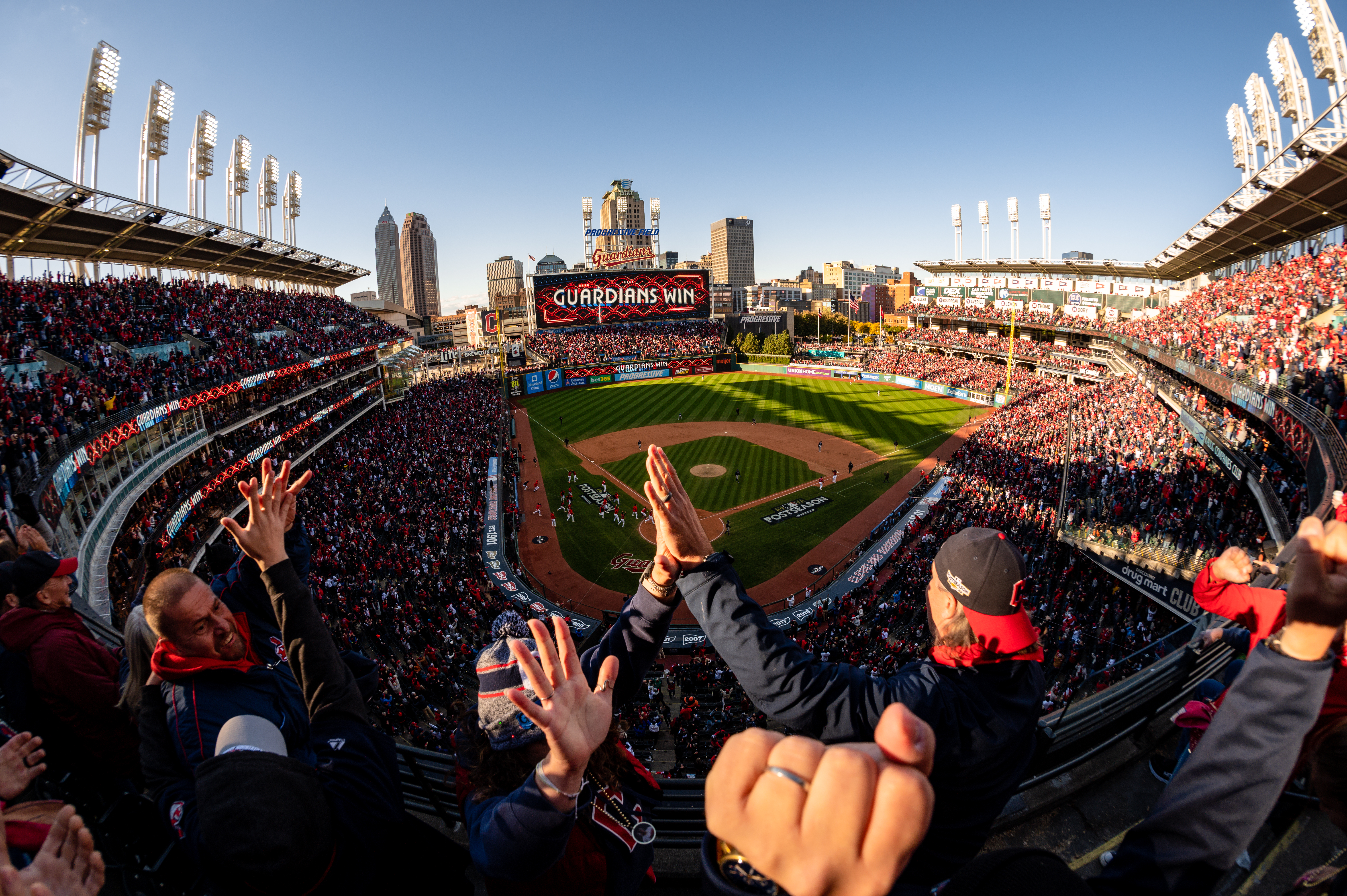
جشن طرفداران شهر کلیولند پس از برد دو مسابقه در لیگ آمریکا

فصل ام‌ال‌بی پسافصل ۲۰۲۲ مسابقه‌های پلی آف آینده لیگ برتر بیسبال برای فصل ۲۰۲۲ می‌باشد. این نخستین نسخه از فصل بعد از سال ۲۰۱۲ خواهد بود که دارای فرمت نوینی است، چون به شش تیم در هر لیگ بزرگ شده‌است. دو تیم برتر لیگ‌های آمریکا و ملی در دور اول امتیازات بی وای ای را در ال دی اس کسب می کندو دو برنده قسمت دیگر رتبه‌های سوم خواهند بود. سه تیم وایلد کارت با امتیاز ۴–۶ به میدان خواهند رفت. دانه شماره ۳ میزبان دانه شماره ۶ در یک سری کارت وایلد بهترین از سه خواهد بود و دانه شماره ۴ نیز همین کار را با دانه شماره ۵ انجام خواهد داد.
بعد برنده‌ها سری وایلد کارت با دو تیم برتر هر لیگ در ال دی اس روبرو می‌شوند. برنده‌های ال دی اس بعد به سری مسابقه‌های قهرمانی لیگ می‌روند تا برنده‌های پرچمی را که در سری جهانی با همدیگر روبرو می‌شوند مشخص نمایند.